# Caesars Entertainment Corporation
Caesars Entertainment Corporation (anteriormente denominada Harrah's Entertainment), (NASDAQ: CZR) é um conglomerado estadunidense do ramo de jogos que opera cerca de 50 cassinos e hotéis, incluindo alguns de Las Vegas. A Ceasars está sediada em Paradise (Nevada), Estados Unidos é a maior operadora de cassinos do mundo.
A empresa foi fundada em 29 de Outubro de 1937, quando seu fundador William F. Harrah abriu um pequeno Bingo em Reno, Nevada nos Estados Unidos.